# Socialisme de mercat
El socialisme de mercat és un sistema econòmic en el qual els mitjans de producció són controlats pels treballadors de cada empresa (en general, els beneficis són repartits entre els treballadors de la mateixa empresa) i la producció no està planificada centralment per l'Estat, sinó orientada mitjançant les dinàmiques del mercat. El concepte central és que el lliure mercat no és un mecanisme exclusiu del capitalisme i que és plenament compatible amb la propietat dels treballadors d'una gran part dels mitjans de producció (principi fonamental del socialisme).
Els defensors del socialisme de mercat assenyalen que combina els avantatges del liberalisme amb els del socialisme. Un dels principals defensors del socialisme de mercat en l'actualitat és el nord-americà David Schweickart.

## Socialisme de mercat com interpretació radical del liberalisme econòmic
Alguns socialistes ricardians del segle xix com a Thomas Hodgskin van ser defensors radicals de la filosofia del laissez faire, ja que pensaven que en l'entorn d'un lliure mercat estricte absent de monopolis s'acabaria amb el predomini del capital sobre el treball, obtenint dels treballadors el seu producte complet. Aquesta interpretació radical del lliure mercat va ser continuada per teòrics anarquistes mutualistes com Pierre-Joseph Proudhon o Benjamin Tucker arribant fins a l'actualitat amb Kevin Carson.

## Socialisme de mercat en les economies dels Estats socialistes
El terme també ha estat emprat per a al·ludir als intents de l'economia soviètica per a introduir elements de mercat en un sistema econòmic planificat per l'Estat. Més concretament, seria el primer intent durant els anys 20 d'aplicar la Nova Economia Política (NEP) en l'URSS, que aviat va ser abandonada. Posteriorment, elements del socialisme de mercat van ser introduïts a Hongria, Txecoslovàquia i Iugoslàvia (en aquest últim cas denominat com a socialisme autogestionari) en els anys 70 i 80. Actualment Vietnam i Laos es descriuen a si mateixos com sistemes de socialisme de mercat.
Històricament, aquests intents de socialisme de mercat busquen retenir el control del govern en els principis fonamentals de planificació, sobre àrees com la indústria pesant, l'energia i les infraestructures, i alhora descentralitzen les decisions a nivell local. Els sistemes del socialisme de mercat també permeten la propietat privada dels mitjans de producció i en serveis, en certs sectors econòmics secundaris, i sota certs límits que varien segons el país (a Iugoslàvia podien existir empreses privades de fins a cinc treballadors). El lliure mercat és permès per a determinar els preus en béns de consum i productes d'agricultura, i als camperols se'ls permet vendre tots o part dels seus productes en un mercat lliure, conservant tot o part dels beneficis com incentiu per a incrementar i assegurar la producció.
En qualsevol cas, l'experiència xinesa del socialisme de mercat és una altra situació. El sistema introduït a la República Popular de la Xina per Deng Xiaoping a finals dels setanta ha evolucionat fins a convertir-se en el que molts economistes denominen capitalisme xinès o socialisme liberal.